# Dario Franceschini

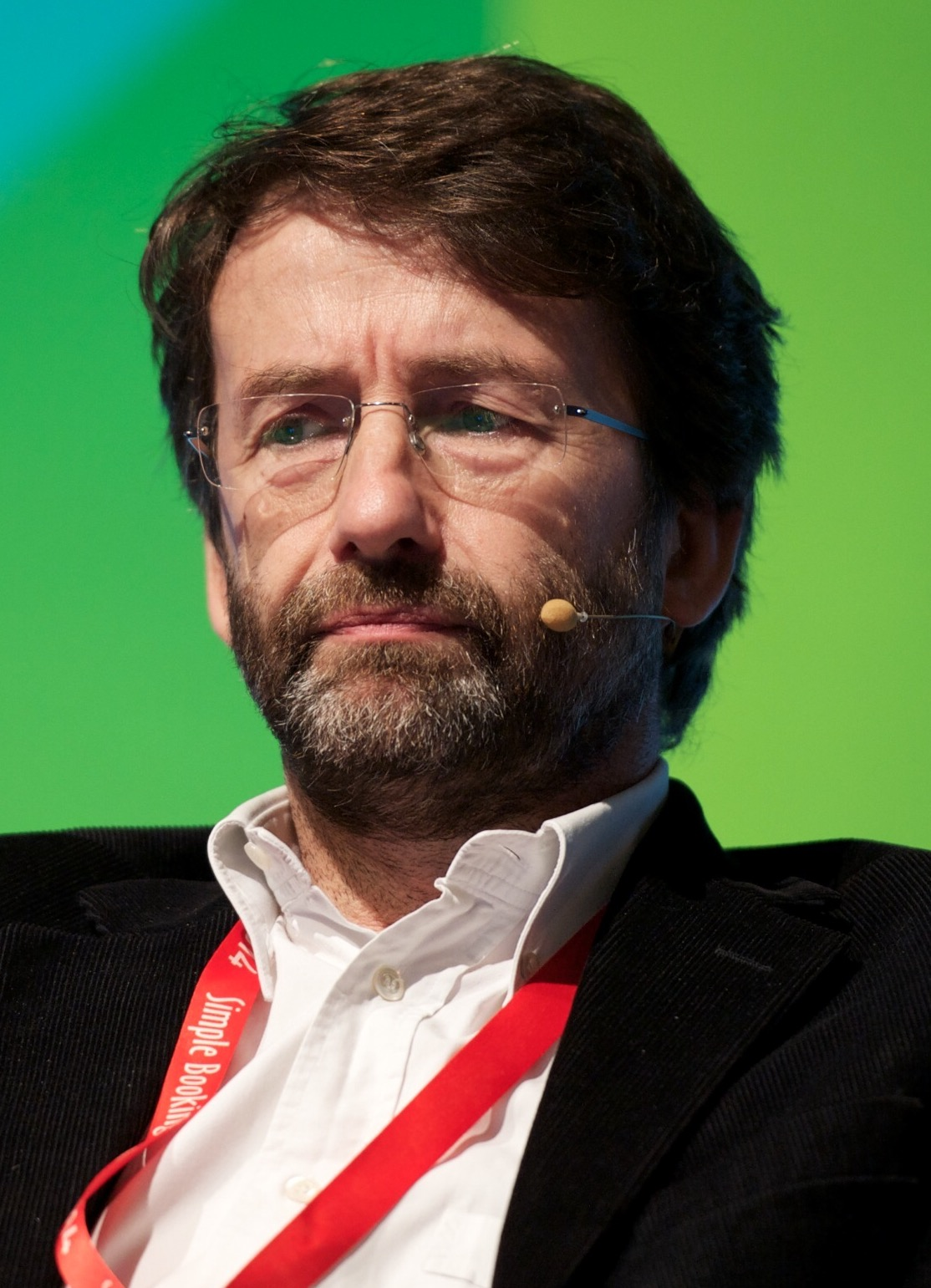
Dario Franceschini (2014)

Dario Franceschini ([ˈdaːrjo frantʃeˈskiːni] * 19. Oktober 1958 in Ferrara) ist ein italienischer Politiker und Autor. Vom 21. Februar bis zum 7. November 2009 hatte er das Amt des Vorsitzenden (Segretario) der Partito Democratico inne. Vom 22. Februar 2014 bis zum 1. Juni 2018 war er Minister für Kulturgüter und Tourismus. Vom 5. September 2019 bis zum 22. Oktober 2022 bekleidete er dieses Amt erneut in den Kabinetten Conte II und Draghi.

## Beruflicher Werdegang
Franceschini absolvierte ein Jurastudium an der Universität Ferrara. Ab 1985 war er als Rechtsanwalt für Zivilrecht sowie Wirtschaftsprüfer tätig und hatte auch die Zulassung beim obersten Gerichtshof (Corte Suprema di Cassazione). Nach der Privatisierung des Mineralölkonzerns Eni war er drei Jahre lang Aufsichtsratsmitglied.
Auch als Schriftsteller machte Franceschini auf sich aufmerksam, als er 2006 und 2007 jeweils einen Roman im Bompiani-Verlag veröffentlichte: Nelle vene quell’acqua d’argento („Dieses Silberwasser in den Venen“) und La follia improvvisa di Ignazio Rando („Der plötzliche Wahnsinn des Ignazio Rando“).

## Politische Karriere
Franceschini engagierte sich bereits in der Schulzeit politisch, war Mitbegründer einer christdemokratischen Schülerorganisation und wurde in die Schülervertretung gewählt. Er trat 1975 der Democrazia Cristiana (DC) bei und übte zunächst diverse Funktionen in deren Jugendorganisation aus. 1980 wurde er in den Stadtrat seiner Heimatstadt Ferrara gewählt und übernahm in diesem Gremium 1983 das Amt des Fraktionsvorsitzenden seiner Partei. Seit 1984 beteiligte er sich an verschiedenen Periodika und Schriftenreihen der DC, deren Leitung er auch zeitweise innehatte (Nuova Politica, Settantasei, Il Confronto und La Discussione). Den historischen Wurzeln der Christdemokratie in Ferrara widmete er 1985 ein lokalgeschichtliches Buch (Il Partito Popolare a Ferrara. Cattolici, socialisti e fascisti nella terra di Grosoli e Don Minzoni).
Schon früh trat Franceschini für ein Mitte-links-Bündnis ein, so dass er beim Übergang der DC zur zentristisch ausgerichteten Partito Popolare Italiano (PPI) die Partei 1994 verließ und sich den Cristiano Sociali anschloss, für die er in Ferrara als Bürgermeisterkandidat antrat und 20 % der Stimmen erhielt. Anschließend war er Beigeordneter für Kultur und Tourismus der Stadt. Erst mit dem Beitritt der PPI zur Mitte-links-Wahlallianz L’Ulivo im folgenden Jahr kehrte er in deren Reihen zurück und wurde stellvertretender Parteivorsitzender (1997–1999). In den Regierungen Massimo D’Alemas und Giuliano Amatos (1998–2001) übernahm er dazu das Amt eines Staatssekretärs beim Ministerpräsidenten mit der Zuständigkeit für die institutionellen Reformen.

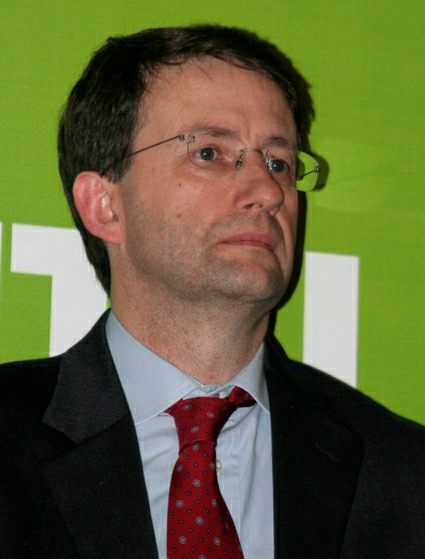
Franceschini auf einer PD-Veranstaltung im März 2008

Bei den Parlamentswahlen 2001 wurde er für den Wahlkreis Ferrara in die Abgeordnetenkammer gewählt, wo er Mitglied des Wahlausschusses und der Ständigen Kommission für Verfassungsangelegenheiten war. Im Juli 2001 gehörte er zu den Gründern der neuen Mitte-Partei Democrazia è Libertà – La Margherita, die Christdemokraten und Sozialliberale vereinte und in deren Exekutivausschuss er bis 2006 Koordinator war. Nach seiner Wiederwahl als Parlamentarier wurde er 2006 zum Vorsitzenden der L’Ulivo-Fraktion in der Abgeordnetenkammer bestimmt. Darüber hinaus vertrat er Italien in den Parlamentarischen Versammlungen des Europarats (bis 2012) und der Westeuropäischen Union (WEU; bis zu deren Auflösung 2011). Mit dem Aufgehen seiner Partei in der Partito Democratico (PD) wurde Franceschini am 27. Oktober 2007 von deren Gründungsparteitag zum stellvertretenden Vorsitzenden gewählt und gab daraufhin den Fraktionsvorsitz im Parlament an Antonello Soro ab.
Nach dem Rücktritt Walter Veltronis wurde Franceschini am 21. Februar 2009 auf dem nationalen Parteikongress der PD zum Vorsitzenden der Partei gewählt. Im Oktober 2009 hielt die Partito Democratico eine offene Urwahl zum Parteivorsitzenden ab, an der sich über 3 Millionen Anhänger der Partei beteiligten. Dabei wurde Franceschini u. a. von Pier Luigi Bersani vom linken Parteiflügel herausgefordert. Bersani setzte sich mit 53 % der Stimmen durch, Franceschini kam nur auf 34 %. Dies wurde als Linksruck der Partei gewertet und führte zur Abspaltung einer zur Mitte tendierenden Gruppe um den ehemaligen Margherita-Vorsitzenden Francesco Rutelli. Franceschini verblieb jedoch in der Partei und gilt seither als Anführer eines christlich-sozialen Flügels, der AreaDem genannt wird und dem auch Paolo Gentiloni, David Sassoli sowie Federica Mogherini zugerechnet werden. Im November 2009 wurde Franceschini wieder Fraktionsvorsitzender der PD in der Deputiertenkammer.
Nach seiner Wiederwahl als Abgeordneter war Franceschini ab April 2013 im Kabinett Letta („Große Koalition“) als Minister ohne Geschäftsbereich für die Beziehungen zum Parlament zuständig. In der folgenden Regierung Renzi wurde er im Februar 2014 Kulturminister; unter Paolo Gentiloni wurde er im Dezember 2016 in diesem Amt bestätigt, das er bis zum Regierungswechsel im März 2018 innehatte. Im Kabinett Conte II – einer Koalition aus PD und Movimento 5 Stelle – war er erneut Minister für Kulturgüter und Tourismus. Am 13. Februar 2021 wurde er als Kulturminister in das Kabinett Draghi übernommen.

## Familie
Dario Franceschini ist ein Sohn von Giorgio Franceschini (1921–2012), der in der Endphase des Zweiten Weltkriegs als Partisan der Resistenza kämpfte und von 1953 bis 1958 Parlamentsabgeordneter der Democrazia Cristiana war.
Franceschini ist in zweiter Ehe verheiratet und hat drei Töchter.

## Werke (Auswahl)
- Il Partito Popolare a Ferrara. Cattolici, socialisti e fascisti nella terra di Grosoli e Don Minzoni. (1985)
- Nelle vene quell’acqua d’argento. (2006)
- La follia improvvisa di Ignazio Rando. (2007)